# Бундевко
Бундевко (енгл. Pumpkin) америчка је романтична комедија из 2002. у којој главну улогу тумачи Кристина Ричи.